# Marina Știrbei
Princesa Marina Ştirbei (19 de março de 1912 – 15 de julho de 2001) foi uma aviadora romena que ganhou fama na Segunda Guerra Mundial como membro fundador do Esquadrão Branco de todas as mulheres da Força Aérea da Roménia, resgatando os feridos das linhas de frente. Mais recentemente, a imprensa romena a chamou de "Princesa da aviação da Romênia".

## Biografia
Marina nasceu em 19 de março de 1912 em Viena, na Áustria, a filha do príncipe George Ştirbei, irmão de Barbu Ştirbey, e Elisabeth, sobrinha do aviador pioneiro George Valentin Bibescu. Depois de repetidamente ter sido recusada a entrada da Escola de Pilotos da Romênia por motivos de mulher, em 1932 ela finalmente foi autorizada a treinar lá sob Ioana Cantacuzino. Foi concedida a licença de piloto de grau II em 1935. No ano seguinte, ela ganhou o primeiro concurso de pilotos na Romênia.
Ştirbei foi a primeira pessoa a voar de Bucareste a Estocolmo, encontrando a névoa sobre o Mar Báltico. Em junho de 1937, representando o Aeroclube Romeno, participou da primeira conferência de assistência técnica em Budapeste. Em 1938, como membro da Cruz Vermelha da Romênia, juntamente com outras mulheres aviadoras, incluindo Mariana Drăgescu e Nadia Russo, participou de exercícios militares na região de Galaţi.
Inspirado pela iniciativa de pilotagem feminina finlandesa conhecida como Lotta Svärd, ela conseguiu persuadir o ministério da aviação a formar um esquadrão feminino para ajudar a repatriar os feridos da linha de frente. Conhecido como o Esquadrão Branco, a unidade foi baseada em Baneasa. Em 1940, o esquadrão consistia em 10 aviões, transportando médicos e remédios e trazendo os feridos. O nome do Esquadrão Branco foi dado pelo jornalista italiano Curzio Malaparte, inspirado nos aviões brancos marcados apenas pelo sinal da Cruz Vermelha.
Em 1942, Ştirbei casou com o príncipe Constantin Basarab Brâncoveanu, comemorou com uma extravagante recepção de casamento aristocrática. Quando os comunistas assumiram o controle na Romênia, o príncipe foi preso e sua propriedade foi confiscada. Ştirbei criou seus dois filhos por conta própria, mas em 1964, ela conseguiu sair do país. Depois de se estabelecer por um tempo na Inglaterra, ela se mudou para a França, onde morreu em 15 de julho de 2001 em Bouloc.